# پهلوشکن
پهلوشکن، روستایی از توابع بخش دناکوه شهرستان سمیرم در استان اصفهان ایران است.

## جمعیت
این روستا در دهستان برآفتاب قرار دارد و بر اساس سرشماری مرکز آمار ایران در سال ۱۳۹۰، جمعیت آن ۶۰۰ نفر (۱۵۰ خانوار) بوده‌است.